# Ductilodon
Ductilodon es un género extinto representado por una única especie de lepospóndilo que vivió a comienzos del período Pérmico en lo que hoy son los Estados Unidos.